# Том Данді (тайські співаки)
Том Данді (тай. ทอม ดันดี);  — таїландський співак та відомий актор. Відомий своїми фолк-рок-пуя чівіт відеокліпами. Його пісня з назвою групи ZuZu (тай. ซูซู) «Bor Sang Klang Chong» (บ่อสร้างกางจ้อง) і «Yab Yern» (ยับเยิน) є найгучнішим хітом 1989 року. 1993 року був стажером Warner Music Thailand з сольним альбомом «Yang Nee Tong Tee Khaw».
Він був ув'язнений разом із звинуваченнями в образі величності, але був звільнений у 2020 році.

## Дискографія

### Сольним альбомом
- This is must kick you with knee (อย่างนี้ต้องตีเข่า, 1993 році)
- Refreshed (มันเขี้ยว, 1994 році)
- Tom Thai rhythm (ทอม..จังหวะไทย, 1995 році)
- The bravely medal (เหรียญกล้าหาญ, 1995 році)